# Минојска ерупција
Минојска ерупција (грч. Μινωικη εκρηξη) односи се на вулканску ерупцију Санторини, острва у Егејском мору, данас у склопу Грчке, у 2. миленијуму пре нове ере. Тачно датирање овог догађаја је предмет спора: археолошки налази указују да се оно одиграло у 16. веку пре нове ере, но датирање угљеником - 14 указује да се оно одиграло 100 година пре тога, у 17. веку пре нове ере. Била је то једна од највећих вулканских ерупција на Земљи у периоду писане људске историје, иако нису откривени докази о људским жртавама јер је место било слабо насељено, те је евакуисано непосредно пре изласка магме. Цео процес трајао је четири дана.

## Фазе ерупције
Ерупција се данас дели на четири фазе. Њој су претходили потреси. Становници су потом напустили острво. Имали су довољно времена да понесу своје ствари. Приликом ископавања града Акротири нису пронађени нити лешеви, накит или алати. Након потреса Акротири је наизглед поновно настањен. Док су нестабилни зидови порушени како би се употребили за другу сврху. Испод једне рушевине становници су ископали 3 кревета те их поставили једно на друго.